# Istella mea
Istella mea è un romanzo di Ciriaco Offeddu pubblicato il 12 febbraio 2025 per Giunti Editore.

## Storia editoriale
Offeddu aveva già pubblicato diversi libri per case editrici minori, fra cui Rechella. Concedici, Dio, diritto di ritorno che anticipa alcuni dei temi trattati in questo libro, ma Istella mea può essere considerato il suo esordio letterario presso il grande pubblico. Il libro ha esordito al quarto posto nelle classifiche di vendita in Italia e di pubblico e al primo posto nella narrativa italiana e successivamente rimanendo per due settimane in testa alla classifica dei libri più venduti nelle librerie Mondadori e venendo inoltre inserito fra i candidati al premio Strega.

## Trama
Ambientato a Nuoro negli anni sessanta, il libro racconta la storia di Rechella. Ancora adolescente si innamora di Martino, un ragazzo abbandonato dai genitori che vive con sua nonna Jaja, donna misteriosa e temuta. Inizialmente Rechella subisce il fascino di Jaja, ma dopo la tragica morte di Martino, si accorge che la donna è in realtà una surbile, una strega che come un vampiro succhia le energie e la vita di chi le sta vicino.

## Personaggi
Rechella
Martino
Jaja
Lorena
Don Costantino

## Critica
Angelo Cannatà sul Fatto Quotidiano scrive che «la storia è ricca di descrizioni intense, vivide, che mostrano una Sardegna piena di mistero.» paragonando l'atmosfera del libro a quella delle opere di Gabriel Garcia Marquez. 

## Edizioni
- Istella mea, Firenze, Giunti Editore, 2025. ISBN 979-12-2320-715-4